# Bruno Gama
Bruno Alexandre Vilela Gama (Vila Verde, 15 november 1987) - alias Bruno Gama - is een Portugees voetballer die bij voorkeur als rechtsbuiten speelt.

## Clubcarrière
Bruno Gama komt uit de jeugdacademie van SC Braga. Daarvoor debuteerde hij op zestienjarige leeftijd in de Primeira Liga, tegen União de Leiria. Na één wedstrijd verkocht Braga hem voor €750.000 verkocht aan FC Porto.
Bruno Gama speelde twee seizoenen in het tweede elftal van FC Porto, dat hem in 2006 vervolgens verhuurde aan SC Braga. Tijdens zijn tweede verblijf bij SC Braga speelde hij vijftien competitiewedstrijden. Daarna speelde Bruno Gama twee seizoenen op huurbasis voor Vitória Setúbal. Daar scoorde hij zes doelpunten in 53 wedstrijden.
In juli 2009 tekende Bruno Gama als transfervrije speler een tweejarig contract bij Rio Ave. In zijn eerste seizoen speelde hij daarvoor alle dertig competitiewedstrijden. Op 27 juli 2011 tekende Bruno Gama vervolgens voor Deportivo La Coruña. In zijn eerste seizoen scoorde hij hiervoor zeven doelpunten in 29 competitiewedstrijden, waarmee hij Deportivo La Coruña hielp promoveren. In zijn eerste seizoen in de Primera Divsión scoorde Bruno Gama zes doelpunten en gaf hij vier assists in een totaal van 38 competitiewedstrijden. Hij degradeerde met Deportivo via een negentiende plaats na één jaar naar de Segunda División. Hij verruilde Dnipro Dnipropetrovsk in juli 2016 voor Deportivo La Coruña. Op 31 januari 2018 werd zijn contract ontbonden. Hij vervolgde zijn loopbaan bij AD Alcorcón.

## Interlandcarrière
Bruno Gama speelde in totaal 78 interlands voor de Portugese nationale jeugdelftallen, waarin hij 25 keer scoorde. Hij werd gedeeld totscorer op het Europees kampioenschap voetbal onder 17 - 2004.